# Paul Balmer
Pour les articles homonymes, voir Balmer.
Paul Balmer, né le 6 janvier 1881 aux Eaux-Vives et mort le 24 juin 1977 à Genève, est un homme politique suisse membre du Parti libéral (appelé Parti démocrate à Genève).

## Biographie
Docteur en droit de l'université de Genève, il devient avocat et bâtonnier (1935-1936).
Conseiller municipal aux Eaux-Vives de 1910 à 1931 puis à Genève en 1931, il est également élu député (1922-1923, 1932-1936). Élu conseiller d'État en 1936, il prend en charge le département de justice et police jusqu'en 1945. Après les trois ans du gouvernement socialiste de Léon Nicole, il réorganise la police puis applique avec souplesse, pendant la Seconde Guerre mondiale, la politique fédérale en matière de réfugiés.
Membre fondateur du comité genevois de l'Association suisse pour la navigation du Rhône au Rhin en 1908, qu'il préside de 1912 à 1936, il est aussi président central (1918-1924) puis d'honneur de l'Association suisse pour la navigation fluviale. Il sera par ailleurs président de l'Association des amis de René-Louis Piachaud.